# 南基努里亚
南基努里亚（希臘語：Νότια Κυνουρία）是希腊伯罗奔尼撒大区阿卡迪亚专区的市镇，行政中心为莱奥尼季翁镇。市镇面积为592.4平方公里，2021年人口数量为7,245人。
此市镇设立于2011年地方政府改革中，由原3个市镇合并而成，原市镇则成为此市镇的3个市区。